# Брезине (Липик)
Брезине су насељено место у саставу града Липика, у западној Славонији, Република Хрватска.

## Историја
До нове територијалне организације у Хрватској, налазило се у саставу бивше велике општине Пакрац.

## Становништво
На попису становништва 2011. године, Брезине су имале 221 становника.

## Попис1991.
На попису становништва 1991. године, насељено место Брезине је имало 308 становника, следећег националног састава:
| Попис 1991.‍  | Попис 1991.‍  | Попис 1991.‍ | Попис 1991.‍ | Попис 1991.‍ |
| ------------ | ------------ | ----------- | ----------- | ----------- |
|              |              |             |             |             |
| Хрвати       | Хрвати       |             | 257         | 83,44%      |
| Срби         | Срби         |             | 14          | 4,54%       |
| Чеси         | Чеси         |             | 6           | 1,94%       |
| Југословени  | Југословени  |             | 3           | 0,97%       |
| Мађари       | Мађари       |             | 3           | 0,97%       |
| Словаци      | Словаци      |             | 3           | 0,97%       |
| Муслимани    | Муслимани    |             | 1           | 0,32%       |
| неопредељени | неопредељени |             | 8           | 2,59%       |
| регион. опр. | регион. опр. |             | 2           | 0,64%       |
| непознато    | непознато    |             | 11          | 3,57%       |
| укупно: 308  |              |             |             |             |